# Louise Leghait
Pour les articles homonymes, voir Reynders.
Louise Leghait, aussi appelée Louise Le Ghait et née Louise Félicité Julie Reynders (Bruxelles, 9 septembre 1821-Paris, 22 avril 1874), est une photographe belge, active dans les années 1850 à Bruxelles et Paris.
Elle est la première femme photographe amateur belge identifiée et, en 1856, la première femme membre de la Société française de photographie.

## Biographie
Louise Leghait naît sous le nom de Louise Félicité Julie Reynders, en 1821 à Bruxelles. Elle est la fille de Jean Paul Ferdinand Reynders, un négociant bruxellois né en 1795 à Amsterdam et marié en 1818 à Tournai. En 1840, à dix-huit ans, elle se marie à Saint-Josse-ten-Node avec Gustave Nicolas François Leghait, propriétaire,. Le couple a trois enfants : Alfred en 1841, Jenny en 1843 et Raoul en 1845.
Au milieu des années 1850, Louise Leghait apparaît comme photographe à Bruxelles — la première femme calotypiste et photographe amateur du pays — sous le nom de Madame Leghait. En 1856, elle devient la première femme membre de la Société française de photographie,,. Peu après, elle est récompensée d'une médaille à l'issue de l'Exposition des arts industriels de Bruxelles, comme ses homologues masculins Constant Delessert, Louis Désiré Blanquart-Evrard ou encore Louis Adolphe Humbert de Molard.
L'année suivante, elle présente une série de vues de Malines, Bruxelles et Anvers sur papier sec à la deuxième exposition de la Société française de photographie,. La presse note que pour la Belgique « une dame, un artiste véritable, Mme Leghait, tient le premier rang » et elle salue son habileté technique, « d'autant plus remarquable chez une femme du monde qui n'est guidée que par l'amour de l'art ». Ailleurs, on peut lire : « Madame Leghait, de Bruxelles, a exposé des pièces qui ressemblent beaucoup aux photographies anglaises pour le fin et la netteté du trait, et aussi pour la froideur. Les seize pièces que cette dame a exposées sont belles d'exécution, mais les points de vue ne sont pas toujours bien choisis. » Après cette date, peu de traces subsistent de son travail.
Son fils cadet meurt en 1871, à l'âge de vingt-cinq ans, et son mari l'année suivante,. Deux ans plus tard, elle meurt à son tour, à son domicile du 12 rond-point des Champs-Élysées,,.

## Collections
- Épreuves conservées à la Société française de photographie[16]

## Expositions
- 21 décembre 1856 - 15 mai 1857. Deuxième exposition annuelle de la Société française de photographie, Paris (16 vues sur papier sec)[17]
- Novembre 1981 - février 1982. La Femme artiste : d’Élisabeth Vigée-Lebrun à Rosa Bonheur, Mont-de-Marsan, musée Despiau-Wlérick, donjon Lacataye
- 4 octobre 2015 - 24 janvier 2016. Qui a peur des femmes photographes ? Paris, musée d'Orsay, musée de l'Orangerie